# Eczemotes cerviniapex
Eczemotes cerviniapex är en skalbaggsart som beskrevs av Heller 1914. Eczemotes cerviniapex ingår i släktet Eczemotes och familjen långhorningar. Inga underarter finns listade i Catalogue of Life.